# Liste der portugiesischen Botschafter in Bulgarien

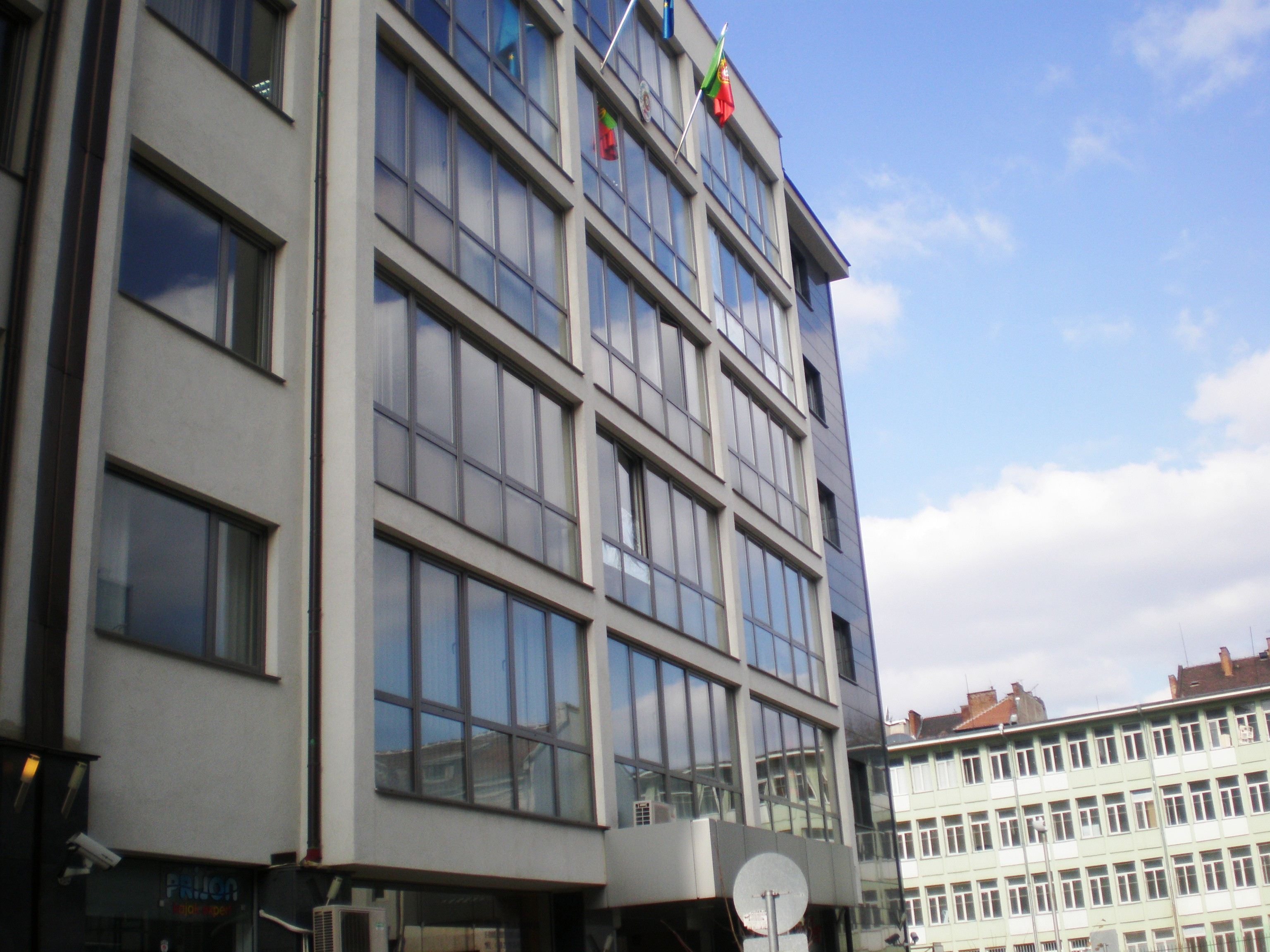
Die portugiesische Botschaft in der Vittorio Positano-Straße in Sofia

Die Liste der portugiesischen Botschafter in Bulgarien listet die Botschafter der Republik Portugal in Bulgarien auf. Die beiden Staaten gingen 1925 diplomatische Beziehungen ein. Mindestens von 1934 bis 1938 unterhielt Portugal eine Vertretung in der bulgarischen Hauptstadt Sofia.
Die Beziehungen wurden nach Ende des Zweiten Weltkriegs 1945 unterbrochen, nach dem Beitritt Bulgariens zum Ostblock. Erst nach Ende der antikommunistischen Estado Novo-Diktatur nach der Nelkenrevolution in Portugal 1974 wurden sie wieder aufgenommen. Seither besteht die portugiesische Botschaft in Sofia wieder.

## Missionschefs
| Name                                                | Bild      | Akkreditierungsdatum                 | Anmerkungen                                     |
| Bulgarien                                           | Bulgarien | Bulgarien                            | Bulgarien                                       |
| --------------------------------------------------- | --------- | ------------------------------------ | ----------------------------------------------- |
| Verschiedene (nicht vermerkt)                       |           | 1934–1938                            | Ministro Plenipotenciário (abwesend)            |
| António Manuel da Veiga e Meneses Cordeiro          |           | 23. November 1974 –3. Juli 1977      | Botschafter, am 28. November 1974 akkreditiert  |
| António Augusto de Medeiros Patrício                |           | 25. Juli 1977 –24. Oktober 1980      | Botschafter, am 28. Juli 1977 akkreditiert      |
| Roberto Nuno de Oliveira e Silva Pereira de Sousa   |           | 26. November 1980 –9. März 1983      | Botschafter, am 10. Dezember 1980 akkreditiert  |
| José Henrique Barbosa Ferreira                      |           | 10. März 1983 –10. Oktober 1984      | Geschäftsträger                                 |
| Duarte Vaz Pinto da Fonseca de Sá Pereira de Castro |           | 11. Oktober 1984 –2. November 1987   | Botschafter, am 19. Oktober 1984 akkreditiert   |
| Luís Gonzaga Ferreira                               |           | 3. November 1987 –5. Juni 1989       | Übergangs-Geschäftsträger                       |
| Luís Gonzaga Ferreira                               |           | 5. Juni 1989 –17. Juni 1993          | Botschafter, am 27. Juli 1989 akkreditiert      |
| Heitor Manuel Prestes Maia e Silva                  |           | 18. Oktober 1993 –12. Mai 1999       | Botschafter, am 27. Oktober 1993 akkreditiert   |
| António Augusto Carvalho de Faria                   |           | 23. April 1999– 6. November 2000     | Botschafter, am 18. Mai 1999 akkreditiert       |
| João António da Costa Mira Gomes                    |           | 7. November 2000 –9. September 2001  | Übergangs-Geschäftsträger                       |
| Paulo Tiago Jerónimo da Silva                       |           | 10. September 2001 –1. November 2004 | Botschafter                                     |
| Mário Jesus dos Santos                              |           | 9. November 2004 –31. Oktober 2008   | Botschafter                                     |
| Rui Alfredo de Vasconcelos Félix Alves              |           | 15. November 2008 –16. Juli 2010     | Botschafter                                     |
| Helena Margarida Rezende de Almeida Coutinho        |           | seit 29. Januar 2018                 | Botschafterin, am 26. Februar 2018 akkreditiert |